# Penstemon speciosus
Penstemon speciosus är en grobladsväxtart som beskrevs av David Douglas. Penstemon speciosus ingår i släktet penstemoner, och familjen grobladsväxter. Inga underarter finns listade i Catalogue of Life.

## Bildgalleri

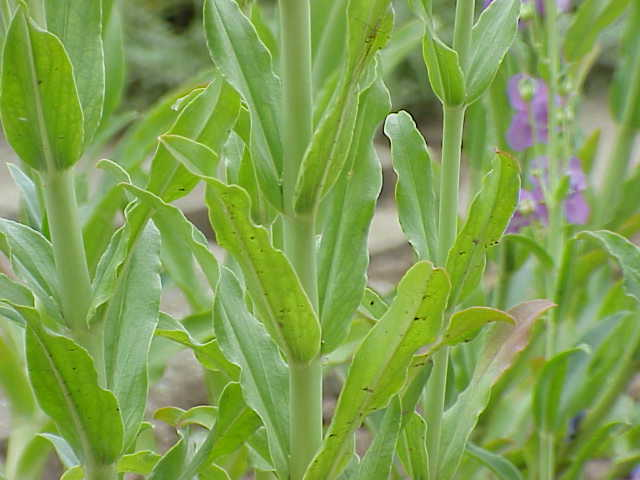
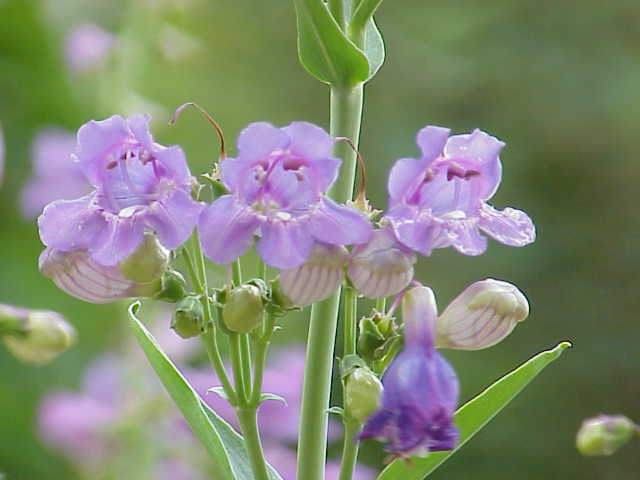
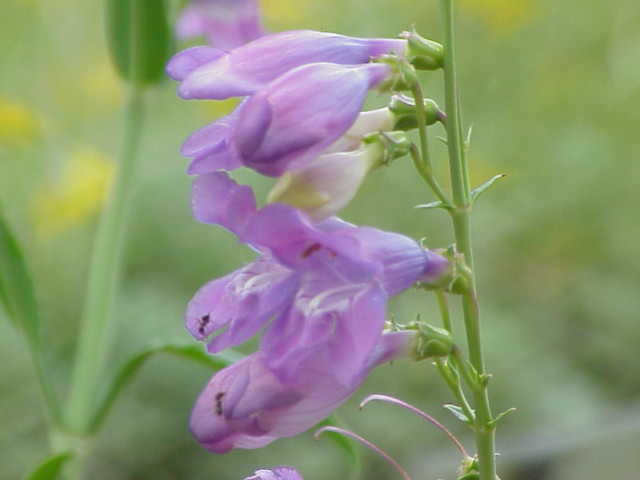